# Bambang Pamungkas
Bambang Pamungkas, även kallad Bepe, född 10 juni 1980 i Semarang, är en indonesisk före detta fotbollsspelare. Han rankades 2012 som Asiens femte bästa fotbollsspelare av ESPN.

## Karriär

### Klubblag
Bambang Pamungkas kom till Persija Jakarta 1999 där han blev klubbens bästa målskytt i ligan med 24 mål. Ett år senare skrev han på för EHC Norad i Nederländernas tredjedivision. Där var han dock bara i fyra månader innan han återvände till Persija Jakarta. Där hjälpte han laget att vinna ligan 2001 och blev dessutom utsedd till årets spelare. Man var även nära att vinna 2005 men förlorade finalen under förlängningen mot Persipura Jayapura.
Pamungkas skrev efter säsongen på för malaysiska Selangor FA tillsammans med landslagskollegan Elie Aiboy. Under sin första säsong i klubben var han med om att vinna ligan, FA-cupen och ligacupen. Han blev även ligans skyttekung med 23 mål på 24 matcher. Pamungkas återvände till Persija Jakarta 2007 och var under 2010 och provspelade med Wellington Phoenix, men fick inget kontrakt.
I december 2013 skrev Pamungkas på för Pelita Bandung Raya, men återvände 2014 en tredje gång till Persija Jakarta.

### Landslag
Bambang Pamungkas gjorde mål i sin debut för Indonesiens landslag mot Litauen 2 juli 1999. Han har deltagit i tre upplagor av Asiatiska mästerskapet. Under turneringen 2007 gjorde han det avgörande målet när Indonesien vann med 2-1 mot Bahrain.
Totalt gjorde Pamungkas 86 landskamper och 38 mål för Indonesien.

## Meriter
Persija Jakarta
- Indonesiska ligan: 2001

Selangor FA
- Malaysia Premier League: 2005
- Malaysia FA-cup: 2005
- Malaysia Cup: 2005